# Deveti krog
Deveti krog (hrvaško Deveti krug) je leta 1960 v produkciji Jadran filma posneti in za oskarja nominirani jugoslovanski film  v režiji slovenskega režiserja Franceta Štiglica in s srbsko-hrvaškim igralskim dvojcem Dušico Žegarac ter Borisom Dvornikom v glavnih vlogah. Razen za oskarja je bil nominiran tudi na prestižnem filmskem festivalu v Cannesu. 
Prikazuje medvojni Zagreb in ustaško koncentracijsko taborišče Deveti krog, ki temelji na Koncentracijskem taborišču Jasenovac. Zagrebška družina Iva Vojnovića (Boris Dvornik), potem ko judovsko družino Alkalaj (Dušica Žegarac) ustaši odvedejo v taborišče, njihovo hčer Ruth, ki je tisto noč slučajno prespala pri njih, sprejmejo pod svojo streho in jo omožijo s svojim sinom, da bi jo zavarovali pred ustaškim pregonom. Ker ima Ivo svoje dekle Magdo, posmehujočim se sošolcem pove, da se je poročil samo zaradi denarja, zato pa ga še toliko bolj zmerjajo, češ da mora biti njegova žena res grda, če si je morala moža kupiti. Zaradi napetosti se Ivo razide z dekletom Magdo, vmes pa tudi ugotovi, da v resnici že ves čas ljubi Ruth, ki se mu ne le posveča kot žena, ampak ga razume tudi kot prijateljica od mladih nog. Ker Ruth vse dneve preždi v stanovanju, jo nekega dne ob alarmu za letalski napad premami skušnjava in namesto v zaklonišče pobegne na svobodo na opustele ulice, ker užije vso prostost, ki jo ob bobnenju letal ponuja igra ob vodometu v mestnem parku. Ko se po koncu nevarnosti na ulice vrnejo stražniki, jo zalotijo, kako joče ob panoju z javnim razglasom o obsojencih na smrt z obešanjem, med katerimi je tudi njen oče. Ivo jo zaman išče, saj so jo ustaši odpeljali v koncentracijsko taborišče Deveti krog. Po obračunu s sošolcem, ki je medtem postal taboriščni varnostnik, jo naposled le najde. Opolnoči, ko izklopijo na bodečo žico priključeno elektriko, je njuna priložnost za pobeg na svobodo čez žično ograjo. Tako blizu, pa tako neznansko daleč ...
Film je bil jugoslovanski kandidat za nominacijo za oskarja za najboljši tujejezični film in nominiran na 33. podelitvi oskarjev. Bil je tudi v tekmovalnem programu Filmskega festivala v Cannesu leta 1960. Na Puljskem filmskem festivalu je prejel veliko zlato areno na najboljši film ter zlate arene za scenarij (Zora Dirnbach), žensko vlogo (Dušica Žegerac), stransko vlogo (Branko Tatić), fotografijo (Ivan Marinček) in glasbo (Branimir Sakač), ter nagrado občinstva jelen. Uvrstil se je na Filmski festival v Cannesu leta 2020, v program, posvečen restavrirani filmski dediščini.

## Igralci
- Boris Dvornik kot Ivo Vojnović
- Dušica Žegarac kot Ruth Alakalaj
- Beba Lončar kot Magda
- Dragan Milivojević kot Zvonko
- Ervina Dragman kot Ivova mati
- Branko Tatić kot Ivov oče
- Mihajlo Kostić-Pljaka kot Mladen